# William Cochran (Schlagzeuger)
William „Bugs“ Cochran (* um 1930) war ein US-amerikanischer Jazz- und Rhythm-&-Blues-Musiker (Schlagzeug).
Cochran wuchs in der South Side von Chicago auf und hörte, als er auf der Straße spielte, Von Freeman und seinen Brüdern beim Proben zu. Er gehörte zu den frühen Mitgliedern von Sun Ras Arkestra in seiner Chicagoer Zeit, zu hören auf Alben wie Super-Sonic Jazz, Sound of Joy, Rocket Number Nine Take Off for the Planet Venus, Jazz in Silhouette und We Travel the Spaceways (entstanden 1960). Daneben war er Mitglied eines Trios mit dem Organisten Clarence „Sleepy“ Anderson und dem Gitarristen Leo Blevins, dem zeitweilig auch Gene Ammons angehörte.
Nach Sun Ras Wegzug nach New York blieb Cochran in Chicago, wo er weiterhin mit King Fleming (Weary Traveler 1966, King! (The King Fleming Songbook) 1995), Tommy „Madman“ Jones (A Song for Mary), Erwin Helfer (Erwin Helfer Way) und Ari Brown (Madam Queen), in den 2000er-Jahren noch mit Mike Frost und Richie Pardo arbeitete. Im Bereich des Jazz war er laut Tom Lord von 1956 bis 2009 an 15 Aufnahmesessions beteiligt.